# シーマン反応
シーマン反応（—はんのう、Schiemann reaction）は、芳香族ジアゾニウムテトラフルオロホウ酸塩 (ArN2+ BF4-) を熱分解により芳香族フッ化物 (ArF) へと変換する、有機化学における化学反応のひとつである。バルツ・シーマン反応 (Balz-Schiemann reaction) とも呼ばれる。この反応の形式は芳香族求核置換反応に分類される。
シーマン反応に基づく芳香族フッ化物の合成法について、一連の反応式を上図に示す。
まず、アニリン誘導体 1 に亜硝酸とテトラフルオロホウ酸（あるいはその塩）とを順番に作用させてジアゾニウムテトラフルオロホウ酸塩 2 の沈殿とする。これを取り分け、さらに加熱すると、窒素 (N2) と三フッ化ホウ素 (BF3) を放出しながら生成物 4 に変わる。このうち後半の、ジアゾニウム塩 2 からフッ化物 4 までの部分がシーマン反応であり、1927年にバルツとシーマンにより発見された熱分解反応である。
アニリン誘導体 1 をジアゾ化する条件は、亜硝酸ナトリウムと塩酸の組み合わせが伝統的であるが、亜硝酸エステルなどを用いて有機溶媒中で行うこともある。系中に発生するジアゾニウムイオンを、テトラフルオロホウ酸、あるいはそのナトリウム塩、あるいは三フッ化ホウ素などで捕捉すると、ジアゾニウムテトラフルオロホウ酸塩 2 が多くの場合沈殿としてあらわれるので、これを濾過で取り分けて用いる。熱分解（シーマン反応）の段階の収率は置換基の種類によりさまざまで、無置換、あるいは電子供与基を持つ基質では高い収率でフッ化物が得られる場合が多いが、一方でニトロ基などの電子求引基は収率をかなり低下させてしまう。

シーマン反応は、アリールカチオン 3 を中間体とする SN1 型の機構で進むものとされている。2 を熱分解すると 3 が生じることは、捕捉実験により間接的に確認されている。電子求引基による収率低下は、3 の不安定化に由来する。

熱分解の代替法として、銅触媒による活性化、光分解による手法が報告されている。また、ジョージ・オラーらは、30% ピリジン-70% フッ化水素 の混合溶媒中で、アニリン誘導体を亜硝酸で処理して加熱すると、ワンポットでフッ化物が得られることを報告した。この方法ではテトラフルオロホウ酸塩を単離する必要はないのだが、電子求引基を持つ基質ではアリールカチオンからプロトンが脱離してベンザインとなり、意図しない部位にフッ素が導入された生成物があらわれる。

フッ素原子を芳香環の上に位置選択的に導入する手法は、他のハロゲンの場合に比べ選択肢が限られている。シーマン反応は欠点も多いが、条件が検討されながら現在もなお用いられるフッ素化法である。